# ラペル川
ラペル川（ラペルがわ、Rapel River）は、チリのオイギンス州に位置する川である。川は、ラ・フンタとして知られる地域で、カチャポアル川とティンギリリカ川の合流によって誕生する。現在では、この地域は、ラペル・ダムによってラペル湖が形成されている。
他の支流：
- estero Alhué
- Claro de Rengo River(Cachapoal)
- Claro River(Tinguiririca)
- estero Zamorano
- estero La Cadena
- estero Carén
- estero Coya
- estero Chimbarongo
- Pangal River